# Troféu da Arrábida
De Troféu da Arrábida (voluit  Troféu Internacional da Arrábida) is sinds 2025 de naam van de eendagswielerwedstrijd die van 2017-2024 als de Clássica da Arrábida (of voluit Clássica da Arrábida - Cylin'Portugal) bekend stond. De koers wordt jaarlijks verreden op het schiereiland van Setúbal in Portugal en maakt deel uit van de UCI Europe Tour, met de categorie 1.2. De eerste editie werd gewonnen door de Portugees Amaro Antunes. De Venezulaan Orluis Aular won de wedstrijd als enige tweemaal.

## Lijst van winnaars
| Jaar                                  | Datum                                 | Start - Finish                        | Km                                    | Winnaar                               |
| Clássica da Arrábida - Cylin'Portugal | Clássica da Arrábida - Cylin'Portugal | Clássica da Arrábida - Cylin'Portugal | Clássica da Arrábida - Cylin'Portugal | Clássica da Arrábida - Cylin'Portugal |
| ------------------------------------- | ------------------------------------- | ------------------------------------- | ------------------------------------- | ------------------------------------- |
| 2017                                  | 05/03                                 | Setúbal - Palmela                     | 186,6                                 | Amaro Antunes                         |
| 2018                                  | 11/03                                 | Sesimbra - Setúbal                    | 169,6                                 | Dmitri Strachov                       |
| 2019                                  | 17/03                                 | Palmela - Sesimbra                    | 185,0                                 | Jonathan Lastra                       |
| 2020                                  | 15/03                                 | Setúbal - Palmela                     | 183,1                                 | niet vereden i.v.m. coronacrises      |
| 2021                                  | 02/05*                                | Setúbal - Palmela                     | 181,2                                 | Sean Quinn                            |
| 2022                                  | 13/03                                 | Sesimbra - Setúbal                    | 161,2                                 | Orluis Aular                          |
| 2023                                  | 19/03                                 | Palmela - Sesimbra                    | 182,0                                 | Orluis Aular                          |
| 2024                                  | 17/03                                 | Setúbal - Palmela                     | 175,1                                 | Joseba López                          |
| Troféu Internacional da Arrábida      |                                       |                                       |                                       |                                       |
| 2025                                  | 23/03                                 | Sesimbra - Setúbal                    | 173,8                                 | Luca Giaimi                           |

* 2021: aangepaste datum i.v.m. coronacrises

### Overwinningen per land
| Overwinningen | Land                                        |
| ------------- | ------------------------------------------- |
| 2             | Spanje, Venezuela                           |
| 1             | Italië, Portugal, Rusland, Verenigde Staten |

2005 · 
2006 · 
2007 · 
2008 · 
2009 · 
2010 · 
2011 · 
2012 · 
2013 · 
2014 · 
2015 · 
2016 · 
2017 ·
2018 ·
2019 ·
2020 ·
2021 ·
2022 ·
2023 ·
2024 ·
2025
Belangrijkste etappewedstrijden

Internationaal Wegcriterium · Driedaagse Brugge-De Panne · Ronde van de Alpen · Vierdaagse van Duinkerke · Ronde van Beieren · Ronde van Noorwegen · Ronde van België · Ronde van Luxemburg · Ronde van Oostenrijk · Ronde van Wallonië · Ronde van Burgos · Ronde van Denemarken · Arctic Race of Norway · Ronde van Groot-Brittannië
Belangrijkste eendaagse wedstrijden

Trofeo Laigueglia · GP Lugano · GP Nobili Rubinetterie · Dwars door Vlaanderen · Scheldeprijs · Brabantse Pijl · GP Kanton Aargau · Brussels Cycling Classic · GP Fourmies · Primus Classic Impanis-Van Petegem · Ronde van de Drie Valleien · Milaan-Turijn · Ronde van Piemonte · Ronde van het Münsterland · Ronde van Emilia · Parijs-Tours · GP Bruno Beghelli